# Austrália na Universíada de Verão de 2021
A Austrália participou da Universíada de Verão de 2021, que aconteceu em Chengdu, na China, entre 28 de julho e 8 de agosto de 2023.
Foram 95 atletas — 45 masculinos e 50 femininos — em dez modalidades olímpicas e uma não olímpica — o wushu.

## Competidores
Estas foram as modalidades e atletas que disputaram a edição:
| Esporte             | Masculino | Feminino | Total |
| ------------------- | --------- | -------- | ----- |
| Atletismo           | 18        | 15       | 33    |
| Esgrima             | 7         | 5        | 12    |
| Ginástica artística | 5         | 1        | 6     |
| Ginástica rítmica   | 0         | 2        | 2     |
| Polo aquático       | 0         | 13       | 13    |
| Remo                | 6         | 5        | 11    |
| Saltos ornamentais  | 1         | 3        | 4     |
| Taekwondo           | 2         | 3        | 5     |
| Tênis               | 2         | 2        | 4     |
| Tiro com arco       | 3         | 1        | 4     |
| Wushu               | 1         | 0        | 1     |
| Total               | 45        | 50       | 95    |

## Medalhas

### Medalhistas
Estes foram os medalhistas desta edição:
| William Thompson Mitchell Baker | Dylan Richardson Timothy Fraser |

| Isobelle Pamp Mia Glasel Lucinda Marsh Camilla MacKay Cassandra Clark Emily Fitzgerald Indigo Ditterick | Eleanor Campbell Lucinda Gillis Grace Coleman Madissyn Powells Savannah Henshaw Victoria Ridhalgh |

### Por modalidade
Estas foram as medalhas por modalidade nesta edição:
| Esporte       | Medalha de ouro | Medalha de prata | Medalha de bronze | Total de medalhas |
| ------------- | --------------- | ---------------- | ----------------- | ----------------- |
| Atletismo     | 1               | 1                | 3                 | 5                 |
| Polo aquático | 0               | 0                | 1                 | 1                 |
| Total         | 1               | 1                | 4                 | 6                 |